# 不気味の谷現象
不気味の谷現象（ぶきみのたにげんしょう）とは、美学・芸術・心理学・生態学・ロボット工学その他多くの分野で主張される、美と心と創作に関わる心理現象である。外見的写実に主眼を置いて描写された人間の像（立体像、平面像、電影の像などで、動作も対象とする）を、実際の人間（ヒト）が目にするときに、写実の精度が高まっていく先のかなり高度なある一点において、好感とは逆の違和感・恐怖感・嫌悪感・薄気味悪さ (uncanny) といった負の要素が観察者の感情に強く唐突に現れるというもので、共感度の理論上の放物線が断崖のように急降下する一点を谷に喩えて不気味の谷 (uncanny valley) という。不気味の谷理論とも。元は、ロボットの人間に似せた造形に対する人間の感情的反応に関して提唱された。

## 概要

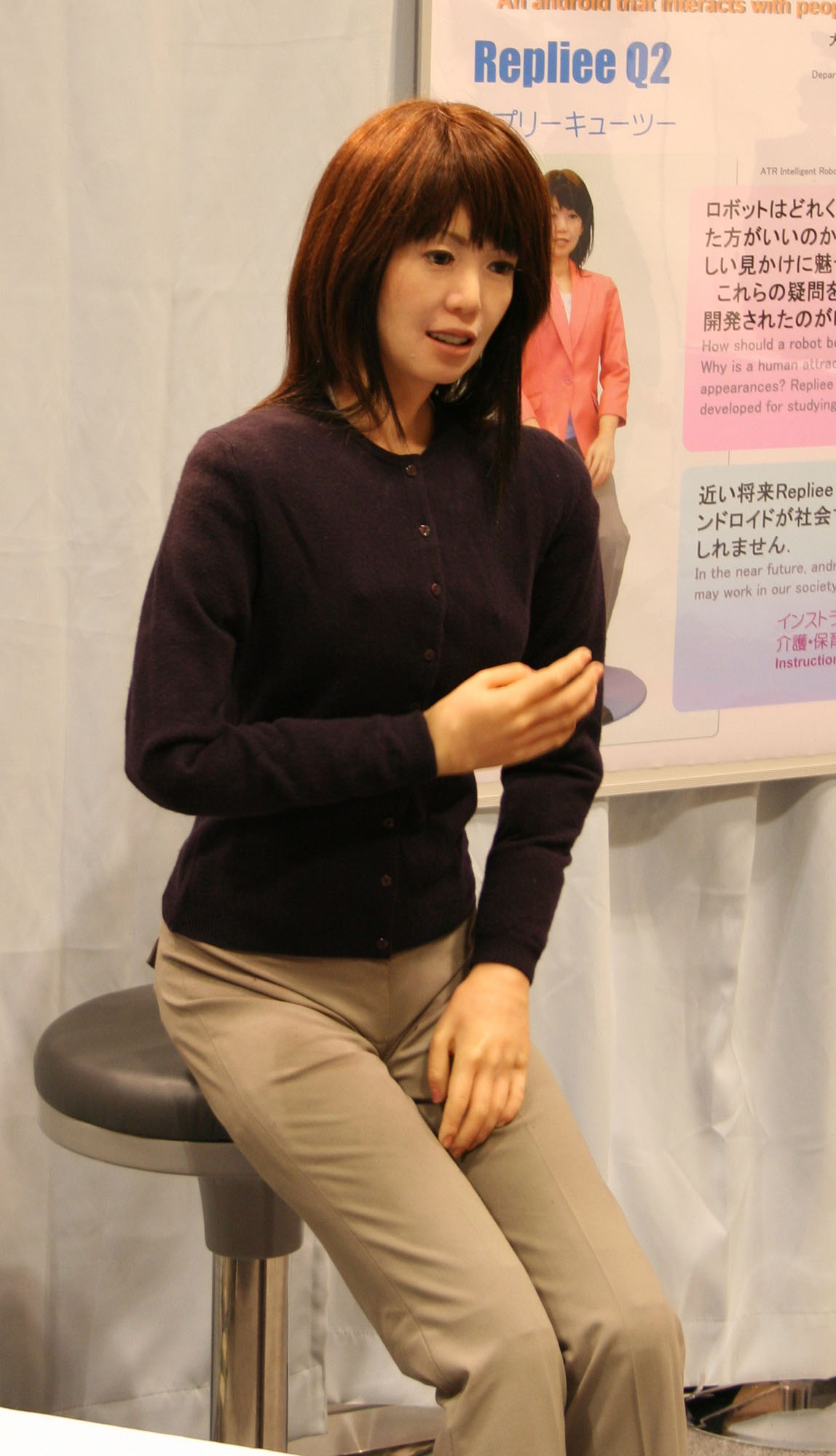
アクトロイド・リプリーQ2

ロボット工学者の森政弘が1970年に提唱した。森は、人間のロボットに対する感情的反応について、ロボットがその外観や動作において、より人間らしく作られるようになるにつれ、より好感的、共感的になっていくが、ある時点で突然強い嫌悪感に変わると予想した。人間の外観や動作と見分けがつかなくなるとふたたびより強い好感に転じ、人間と同じような親近感を覚えるようになると考えた。
外見と動作が「人間にきわめて近い」ロボットと「人間とまったく同じ」ロボットは、見る者の感情的反応に差がでるだろうと予想できる。この二つの感情的反応の差をグラフ化した際に現れる強い嫌悪感を表す谷を「不気味の谷」と呼ぶ。人間とロボットが生産的に共同作業を行うためには、人間がロボットに対して親近感を持ちうることが不可欠だが、「人間に近い」ロボットは、人間にとってひどく「奇妙」に感じられ、親近感を持てないことから名付けられた。
不気味の谷現象を生じさせる原因として論じられている仮説のひとつに、人は定位が欠如しているためにその正体が確定できないものに対して恐怖や嫌悪を感じるという「分離困難仮説」がある。例えば、モーフィングで加工したイチゴとトマトの混合物の画像を見ても食欲が沸かない、犬のぬいぐるみに異なる動物のパーツを合体させた画像に不気味さを感じる、など、人間とロボットの組み合わせに限らず、人は分離困難なものを回避する傾向があり、未知のものを避けようとする人ほどその傾向が強い、という研究結果がある。また、ほとんどのヒューマノイドロボットの頭部パーツは人間のような骨格・皮膚を持たないなど解剖学を無視した構造のため顔の細かい凹凸が人間と異なることも原因の一つである。

## 詳細

### 初出
- 森政弘「不気味の谷」『Energy』第7巻第4号、エッソスタンダード石油（株）、1970年、33-35頁。
  - ブログgetroboにて再録（著者公認）[2]
  - ロボコンマガジンによる再録[3]
  - 英訳[4]（『IEEE Robotics & Automation Magazine』に掲載）
  - 上記英訳のオンライン公開版[5] (K. F. MacDorman & Norri Kageki, Trans., 2012)
  - 関連インタビュー[6]
  - 以前の英訳[7] (K. F. MacDorman & T. Minato, Trans., 2005)

『Energy』は企業広報誌であるが、一般的な（企業）広報誌と異なり、広範で総合的な内容を扱っていた。今日、定訳となっている英訳 "uncanny valley" の初出は、 Jasia Reichardt の1978年の書籍『Robots: Fact, Fiction, and Prediction』である。

### 解説
1980年前後に英語圏にも紹介されたあと、その後のロボットの発展もあり研究者らが意識したこともあって、2000年前後には書店流通の雑誌に再録されるなど広く知られた。
この現象は次のように説明できる。対象が実際の人間とかけ離れている場合、人間的特徴の方が目立ち認識しやすいため、親近感を得やすい。しかし、対象がある程度「人間に近く」なってくると、非人間的特徴の方が目立ってしまい、観察者に「奇妙」な感覚をいだかせる。
原典ではさらに、動きが加わると親近感も不気味さも大きくなると主張し、「谷」に精巧な義肢を、「谷」を越えたところに文楽人形を例に挙げている。

### 反論
森以外のロボット工学者のなかには、人間のようなロボットは現在においては技術の可能性にすぎず、森のグラフに根拠がないとして、この法則を強く批判する者もいる。恋人の頭部のリアルなコピーロボットを製作したデヴィッド・ハンソンは、「（不気味の谷のアイデアは）実際には疑似科学だが、人々がそれを科学であるかのように扱っている」と述べた。

## 事例

### 映画における不気味の谷現象
この原理はコンピュータ動画のキャラクターに適用されるようになった。アメリカの映画評論家ロジャー・イーバートは、映画中の人間に類する生物のメーキャップと衣装について不気味の谷の概念を適用した。
不気味の谷はコンピュータ動画のキャラクターを作るときの難しさの原因であると考えられた。コンピュータ動画を使った映画を批評するとき、ある映画に対する嫌悪感を説明するためにときどき不気味の谷が言及される。この原則によると、人間に良い感情を抱かせるためには、不気味の谷に落ちないように、登場人物には人間的な特徴をより少なくしたほうがよいという結論になる。
ティン・トイ
ピクサーが1988年に発表した短編CG映画「ティン・トイ」に登場する赤ん坊は完全にコンピュータによって作成されており、人間っぽく見えない。この効果はそのキャラクターが2次元的であることによって軽減されているが、過度に細かく描写されたしわと、唾液の（比較的）初歩的なレンダリングのために、キャラクターは邪悪か、さもなくば非現実的に見える。
ファイナルファンタジー
スクウェア・ピクチャーズの2001年の映画「ファイナルファンタジー」は興行的に失敗し、そしてしばしば不気味の谷の犠牲者として引用される。この映画は写実的リアリズムのキャラクターを呼び物にした初の本格的CGI映画である。キャラクターは、目に見えるような汗をまったくかかないし、目と唇の動きは「奇怪」に見える。
ロード・オブ・ザ・リング
コンピュータアニメーションにおいて、それらしい人間の動きを実現し不気味の谷を「跳び越える」最も良い方法は、モーションキャプチャとキーフレーム法の両方が融合された方法であると言われている。前者は広く用いられる技術になったが、キーフレーム法はアニメーション産業全体でまだ広く使われている。
J・R・R・トールキンの「指輪物語」を翻案した映画ロード・オブ・ザ・リングシリーズにはゴラムというキャラクターが登場し、この2つのテクニックを融合させて衝撃的な効果を得た（ただし、ゴラムの目と顔はキーフレーム法のみが使用された）。また、ゴラムのアニメーションには（皮膚のきめと唇の周りの唾液のような効果を含めて）キャラクターの外観が不気味の谷の反対側に達するほどの先進的なモデリングが用いられていた。しかし、ゴラムに関しての1つの明白な事実は、人物が明らかに人間でない、そして初めから意図して不気味に作られている場合、同じ技法を使って形作られたとしても、人間の姿によって引き起こされるのと同じ反応を必ずしも引き起こさないということである。
アニマトリックス
CGアニメーション「アニマトリックス」中の「ファイナル・フライト・オブ・ザ・オシリス」も同じく不気味の谷の犠牲になった。これは「ファイナルファンタジー」と同じ技術で製作されたもので、ある意味不気味になることを狙っていた。「ファイナル・フライト・オブ・ザ・オシリス」で登場するような不気味の谷の特徴を持っているキャラクターのエロチックな映像は、「性的に興奮させる」「人外である」という矛盾するメッセージを与えるために、特に不安を感じさせる。
A.I.
不気味の谷はロボティックスを扱った映画の筋として用いられることもある。「A.I.」は新型のアンドロイドがリアルに作られていることに多くの人々が不安を感じている未来世界を描いている。例えば、「肉体祭り」と呼ばれるロボット破壊競技を見て大喜びする騒々しい群衆が、次の引き裂かれる対象がリアルな少年のロボットであると、急に愛らしい人間のように思われて静まり返る。
アイ,ロボット
「アイ,ロボット」では、USロボティックス社の最新型ロボットは表情と外観がよりいっそう人間に類似している。これが、旧型の箱型金属ロボットに悩ませられていた主人公デル・スプーナをより不安にさせる。「なぜ彼らに顔を付けた?」彼は一面に並ぶまったく同じ外見の新型ロボットを凝視しながらロボットのプログラマーの1人に尋ねる。そして彼は拳銃を至近距離からロボットの「顔面」に発砲、撃ち壊すのだが、それは、彼が「人間」を「処刑」する光景に息をのむであろう映画の観客に、彼の不安が正しいことを効果的に表す。

### 人形と不気味の谷
ホフマンの『砂男』に登場する機械人形オリンピアや、新美南吉の『狐』に登場する三番叟を踊る人形など、人間そっくりの人形を不気味な存在として描いた作品は古くからあり、精巧な人形に対する嫌悪感や恐怖心に共感する人々が当時にも少なからずいたことを示している。
1970年代に実在の人間からそのまま型を取ってマネキン人形を作成するFCR技術が登場し、人間と区別のつきにくい「スーパーリアルマネキン」と呼ばれる精巧なマネキン人形が流行した。しかし、リアルすぎるマネキン人形への忌避感からマネキン人形に着せた服が売れないという問題が発生し、スーパーリアルマネキンは衰退した。近年の人形制作産業では、不気味の谷に落ち込まないように、実物に似せることよりも人形としての美や実用性を念頭に作成されている。

### 猿における不気味の谷
不気味の谷現象は猿にも見られる。プリンストン大学のShawn A. SteckenfingerとAsif A. Ghazanfarが行った研究によると、5匹のカニクイザルに対し、猿の顔のデフォルメ画像、実物に近いCG画像、実物写真をそれぞれ見せたところ、実物に近いCG画像を凝視する回数が有意に少ないということが明らかになった。

### アナロジーとしての不気味の谷
ESPNの「ページ2」では、コラムニストのパトリック・ハルビー (Patrick Hurby) が伝統的なセンスにおける不気味の谷を説明している。ここでは"マッデンNFL 06"のプレーヤーが、多くのCGI映画を脅かしている困惑するほど人間そっくりなキャラクターの特徴を示すことを指摘している。このコラムでは不気味の谷という用語を、毎年最下位のチームのファンと毎年準優勝するチームのファンのどちらがより多く経験するかについての、きちんと文書で立証された類似性の討論に拡張した。ハルビーは、レッドソックスネーションのような毎年準優勝するチームのファンの方が、チームの明白な優勝の可能性と、優勝を目前にしてわずかに達しない歴史の間に横たわる「不気味の谷」のために一層苦しむと考えた。
森正弥は、E-Commerce等で広く使用されるレコメンデーションシステムにおいても同様の現象があると指摘している。ユーザーの好みに近い情報や商品を提示していくレコメンデーションも最初は興味をもってユーザーは反応してくれるが、あまりにもユーザーの好みやコンテキストを捉えすぎると、強い嫌悪感を誘発しかねない。いわゆるビッグデータの活用等によるレコメンデーションシステムもこの「不気味の谷」が提起している問題に十分に配慮する必要があるのではないかということである。